# Yoko Isoda
Yoko Isoda –en japonés, 磯田 陽子, Isoda Yoko– (Osakasayama, 26 de agosto de 1978) es una deportista japonesa que compitió en natación sincronizada.
Participó en los Juegos Olímpicos de Sídney 2000, obteniendo una medalla de plata en la prueba de equipo. Ganó una medalla de plata en el Campeonato Mundial de Natación de 1998.

## Palmarés internacional
| Juegos Olímpicos   | Juegos Olímpicos   | Juegos Olímpicos | Juegos Olímpicos |
| Año                | Lugar              | Medalla          | Prueba           |
| ------------------ | ------------------ | ---------------- | ---------------- |
| 2000               | Sídney (Australia) | Medalla de plata | Equipo           |
| Campeonato Mundial |                    |                  |                  |
| Año                | Lugar              | Medalla          | Prueba           |
| 1998               | Perth (Australia)  | Medalla de plata | Equipo           |